# جيولا كورموس
جيولا كورموس (بالمجرية: Kormos Gyula)‏ هو لاعب هوكي الحقل مجري، ولد في 27 ديسمبر 1911، وتوفي في 18 أكتوبر 1980.

## وصلات خارجية
- جيولا كورموس على موقع أوليمبيديا (الإنجليزية)